# Chong Yee-Voon
Chong Yee-Voon, cinese: 鍾怡雯, pinyin Zhōng Yíwén (Ipoh, 13 febbraio 1969), è una scrittrice malese.
Ha studiato all'Università Normale di Taiwan. È professoressa di filologia cinese nell'Università Yuan Ze.

## Opere
- 1995:河宴
- 1998:垂釣睡眠
- 2000:聽說
- 2002:我和我豢養的宇宙
- 2005:飄浮書房
- 2007:野半島
- 2008:陽光如此明媚
- 2010:陳義芝編選
- 2014:麻雀樹